# Ștefan Barbu
Ştefan Barbu (Arad, 2 de març, 1908 - Arad, 30 de juny 1970) fou un futbolista romanès dels anys 1930.
Ştefan Barbu debutà al club Olimpia Arad. El 1921 fitxà pel Gloria Arad, on debutà al primer equip als 17 anys. El 1927 feu el seu debut amb la selecció de Romania, en un partit que finalitzà amb empat a 3 davant Polònia. Tres anys més tard formà part de la selecció romanesa que participà en la primera Copa del Món a l'Uruguai. El seu darrer partit com a internacional fou aquest mateix any davant Bulgària. L'any 1933 ingressà al Rapid Bucureşti on guanyà tres cops la copa romanesa (1934-1935, 1935-1936, 1937-1938) i fou màxim golejador de la primera divisió el 1935-36 amb 23 gols. El 1938 Barbu retornà a Arad, on es retirà el 1942.
Un cop es retirà, Ştefan Barbu fou àrbitre durant 15 anys. El 1957 fou elegit president del club CFR, a la ciutat d'Arad.

## Palmarès
- Copa romanesa de futbol (1934-1935, 1935-1936, 1937-1938)
- Màxim golejador de la lliga romanesa de futbol (1935-36)[2]